# ماساکی ایدگوچی
ماساکی ایدگوچی (انگلیسی: Masaaki Ideguchi؛ زادهٔ ۱۰ اوت ۱۹۸۸) بازیکن فوتبال اهل ژاپن است.
از باشگاه‌هایی که در آن بازی کرده‌است می‌توان به باشگاه فوتبال یوکوهاما اشاره کرد.